# 比爾卡 (科羅普區)
51°28′26″N 33°5′0″E / 51.47389°N 33.08333°E
比爾卡（烏克蘭語：Билка）是位於烏克蘭北部切爾尼希夫州裏諾夫霍羅德-錫韋爾斯基區的村莊，始建於1554年，面積4.73平方公里，海拔高度138米，2001年人口1,059，人口密度每平方公里224.08人。

## 外部連結
- Червоне
- Погода в селі Билка （页面存档备份，存于）
- Историческая информация о селе Былка （页面存档备份，存于） （俄文）